# Венґожево (Гнезненський повіт)
Венґожево (пол. Węgorzewo) — село в Польщі, у гміні Кішково Гнезненського повіту Великопольського воєводства.
Населення — 201 особа (2011).
У 1975-1998 роках село належало до Познанського воєводства.

## Демографія
Демографічна структура станом на 31 березня 2011 року:
|          | Загалом | Допрацездатний вік | Працездатний вік | Постпрацездатний вік |
| -------- | ------- | ------------------ | ---------------- | -------------------- |
| Чоловіки | 105     | 27                 | 68               | 10                   |
| Жінки    | 96      | 13                 | 61               | 22                   |
| Разом    | 201     | 40                 | 129              | 32                   |